# Chézery-Forens
Chézery-Forens är en kommun i departementet Ain i regionen Auvergne-Rhône-Alpes i östra Frankrike. Kommunen ligger  i kantonen Collonges som ligger i arrondissementet Gex. Kommunens areal är 46,57 km². År 2022 hade Chézery-Forens 436 invånare.

## Befolkningsutveckling
Antalet invånare i kommunen Chézery-Forens
Referens: INSEE